# Talus (Geologie)

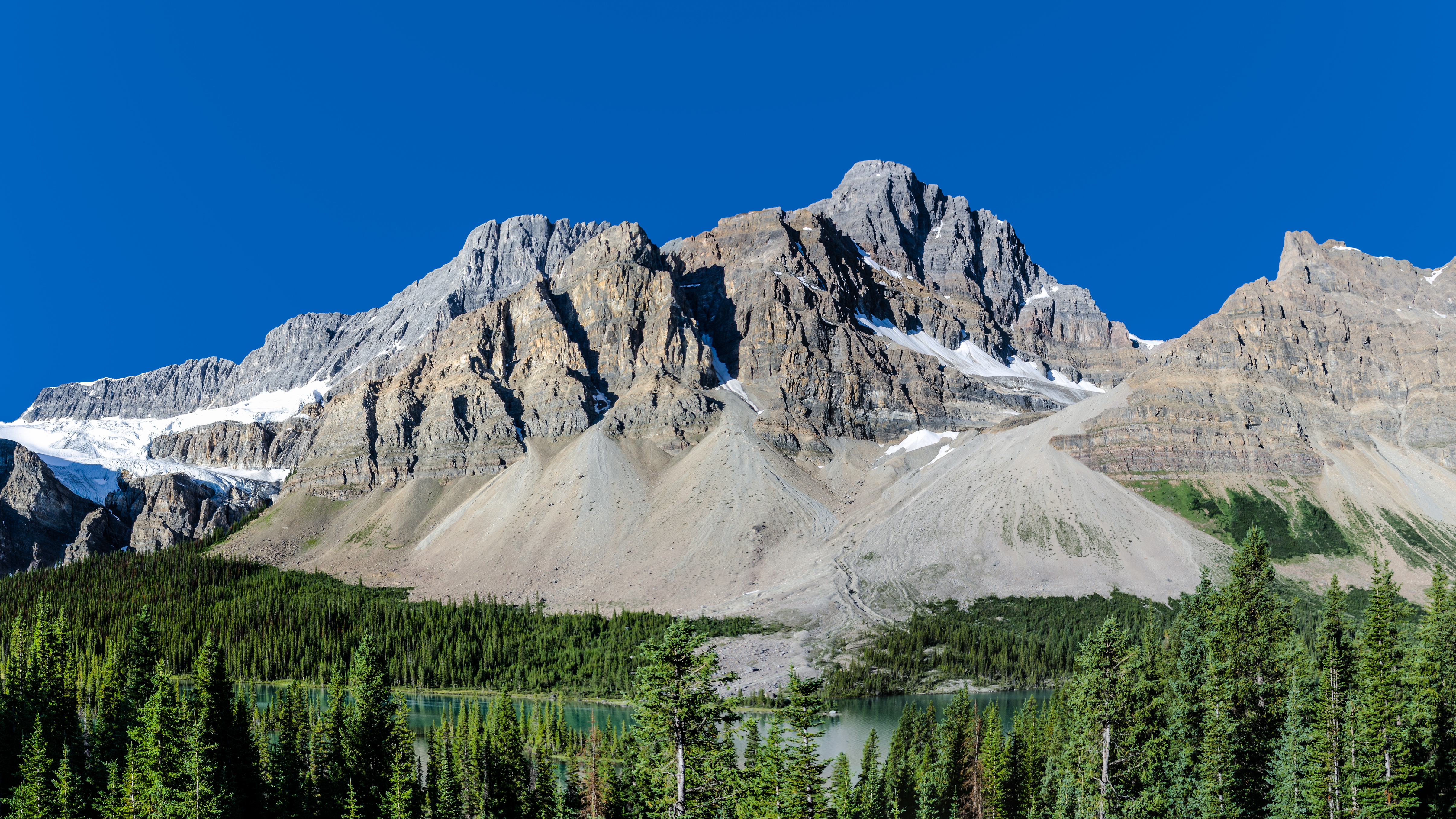
Talus-Kegel am Crowfoot Mountain in den kanadischen Rocky Mountains, im Vordergrund der auch vom Crowfoot-Gletscher gespeiste Bow Lake

Die Schutthalde oder der Talus (lat. talus „Fußknöchel“; Plural Tali), auch als Geröllhalde, Schuttkegel, seltener Schuttfuß, Sturzhalde, Schuttrampe oder ähnlich bezeichnet, ist ein fächerförmiger Körper aus Gesteinsschutt am Fuß von Steilhängen, Felstürmen oder Felswänden. Die Ablagerung der Schuttmassen erfolgt im Wesentlichen durch Bergstürze und ähnliche vorwiegend gravitative Massenbewegungen.
Wird der Schutt hingegen durch ein Fließgewässer antransportiert und abgelagert, so wird von einem Schwemmfächer gesprochen.
Die Hangneigung eines Schuttkegels ergibt sich aus dem jeweiligen Gestein und dessen Reibungswinkel. Sie schwankt daher zwischen 26 und 42 Grad.
Auch der biogene Bruch aus abgestorbenen Riffbildnern (z. B. Korallen) am Fuß eines Riffs wird als Talus bezeichnet. Der mit Riffschutt bedeckte Bereich heißt entsprechend Taluszone. Obwohl dort die Ablagerung unter Wasser stattfindet, erfolgt sie ebenfalls vorzugsweise gravitativ.

## Entstehung und Aufbau
Unter Schutt wird in den Geowissenschaften ein Lockersediment aus meist unsortierten, kantigen Bruchstücken verstanden, die größer als zwei Millimeter sind und damit zu den Psephiten gehören. Das Material entstammt der Verwitterung und Erosion bzw. Denudation an übersteilten Hängen oder freien Felswänden, das durch Steinschlag, Felsstürze oder andere geologische Massenbewegungen frei fallend die Felsen herabgestürzt ist. Es handelt sich somit um eine durch die Schwerkraft angetriebene Form des Transports.
Mit der Zeit bildet der Gesteinsschutt einen stetig wachsenden Schuttkörper am Fuß des Hanges oder der Felswand. Die größte Kornfraktion (Blöcke) lässt der geringere Krümmungswinkel ihrer Oberfläche bei ihrem Sturz auf kleineren Korngrößen aufschwimmen, darum werden sie weiter transportiert und liegen meist im entfernteren Bereich des Schuttfächers. Ein Schuttkörper, der überwiegend aus Blockschutt besteht, wird als Blockhalde bezeichnet. In engen Tälern und in Karen mischen sich die Schuttfüße der umliegenden Wände.
Eine von Schutt überdeckte Quelle am Fuß einer Felswand, deren Wasser erst am Rande des Talus zu Tage tritt, wird als Schuttquelle bezeichnet.

### Bildungsbedingungen

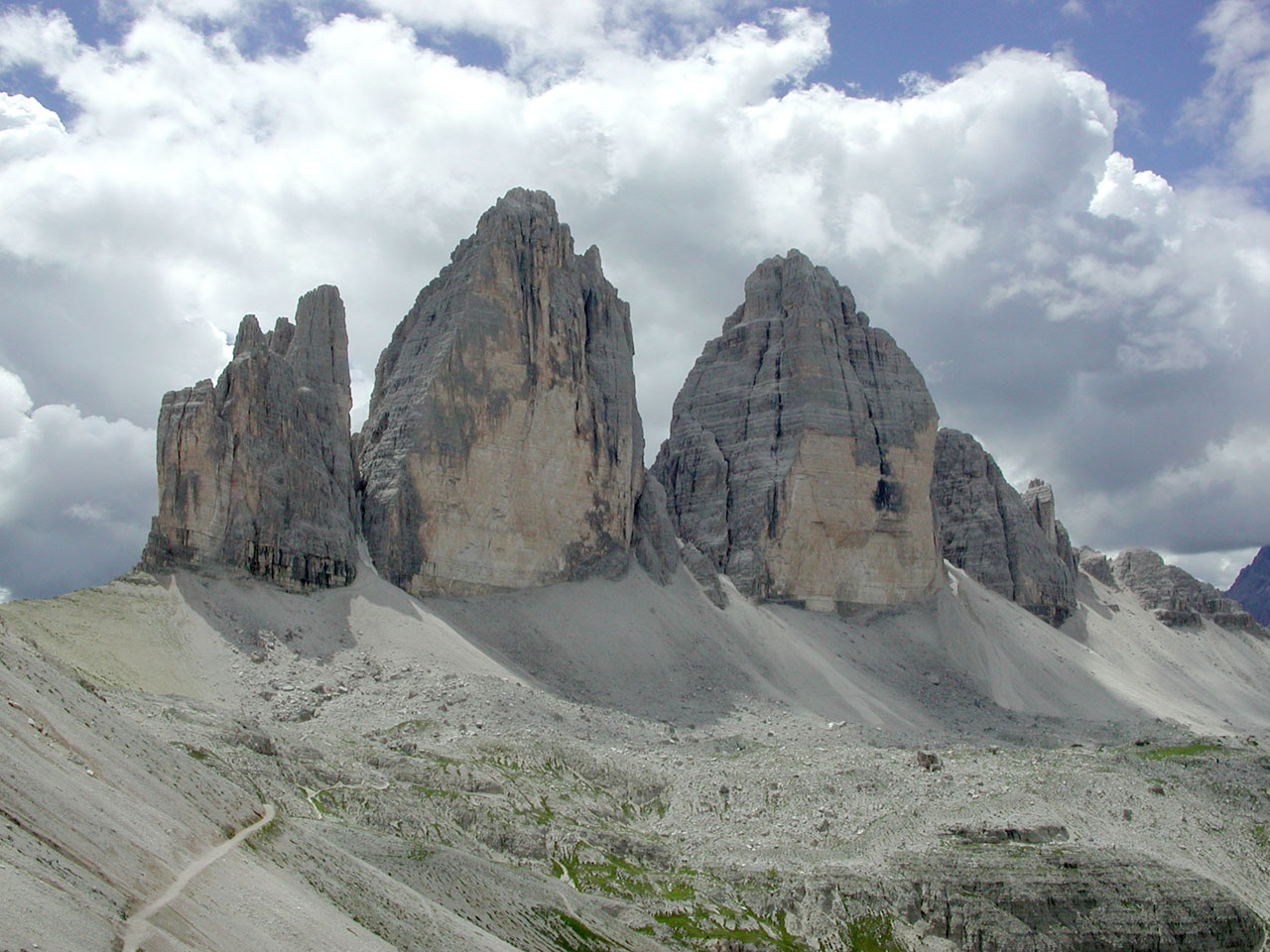
Schuttrampe am Fuß der Drei Zinnen, Blick auf die Nordseite

Tali finden sich als Ergebnis dieser Prozesse häufiger in Hoch- als in Mittelgebirgen, da hier mechanische Verwitterungsprozesse wie Frostsprengung infolge der extremen Klimabedingungen von größerer Bedeutung sind. Schuttfächer großer Bergformationen können enorme Flächen und Mächtigkeiten erreichen.
Neben den klimatischen Bedingungen sind auch die Materialeigenschaften des Gesteins für die Bildung der Tali von Bedeutung. Sie treten besonders ausgeprägt in solchen Gebirgen auf, die aus spröden und somit scharfkantig brechendem Gestein bestehen, also Bruchsteine bilden.

## Geometrie
Die Art, in welcher der Schutt gefördert wird, bestimmt die Geometrie des Schuttkörpers:
- Flächige Förderung und lineare Speisung über eine Traufkante lassen Schutthalden entstehen
- lineare Förderung in Steinschlagrinnen und punktuelle Speisung an deren Mündungen lassen Schuttkegel entstehen.

Die Form des Talus hängt aber auch von der Hangneigung der Halden ab. Diese wird bestimmt vom Reibungswinkel bzw. Böschungswinkel der Schuttmassen. Er ist ein Maß dafür, wie steil eine Schutthalde werden kann, ohne dass es zu Abrutschungen kommt; ein großer Reibungswinkel ermöglicht also die Bildung eines steilen Schutthanges. Der Reibungswinkel ist von Form und Größe der Bruchstücke abhängig: Runde, glatte Formen verringern den Reibungswinkel, scharfkantige, raue vergrößern ihn. Bei geringen Korngrößen bewirkt eine starke Durchnässung eine Minderung des Zusammenhalts (Kohäsion) des Materials und somit einen verringerten Reibungswinkel.
Die Volumina von wandfußnahen Schuttkörpern werden in der Regel überschätzt. Der untere Bereich einer Felswand ist durch den Sturzschutt atmosphärischen Witterungseinflüssen entzogen und verwittert daher langsamer. Mit der Zeit entsteht vor dem Wandfuß ein Felskern, dem die oberen Partien des Sturzschuttkörpers aufsitzen.

## Weitere Entwicklung

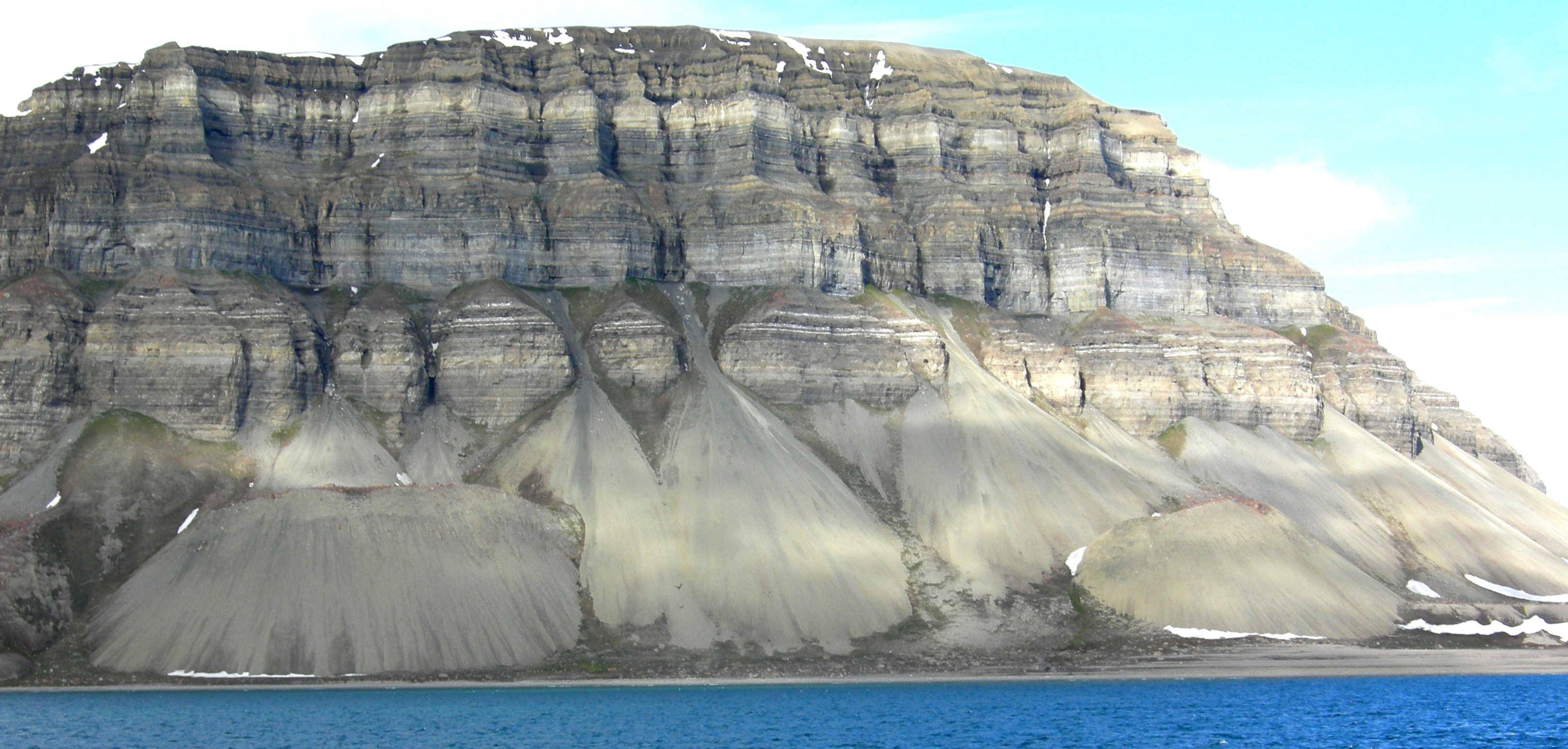
Taluskegel an der Nordküste des zu Spitzbergen gehörenden Fjords Isfjorden

Da der Talus den unteren Teil des Berghanges, den Haldenhang, bedeckt, wird dieser vor weiterer Verwitterung und Erosion geschützt. Das prägt die weitere Hangentwicklung wesentlich: Das Hangobere wird rascher erodiert als der Haldenhang und zieht sich darum immer weiter zurück. Als Konsequenz flacht sich das Relief des Hanges zunehmend ab. 
Mit Beginn der Verwitterung setzt die initiale Phase der Bodenbildung ein, und ein noch roher Boden, ein Schuttboden oder Syrosem, entsteht. Er kann bei geeigneten Bedingungen später von einer Schuttvegetation aus Pionierpflanzen besiedelt werden, die mit ihrem Wurzelwerk zur Festigung des Talus beitragen.
Zuvor beginnt jedoch die Phase der inneren Differenzierung: Je nach durchschnittlicher Größe der Schuttkomponenten bilden sich an der Oberfläche Loben verschiedener Korngröße und unterschiedlicher Mobilität. Unter der hochbeweglichen Lockerschuttauflage, deren Mächtigkeit von der durchschnittlichen Korngröße abhängt, reichert sich durch Verwitterung entstandenes oder verspültes Feinmaterial an, das als Ausgangsmaterial der einsetzenden Bodenbildung dient.
In Loben mit hochmobilem Oberflächenschutt kommt durch häufige Materialbewegungen schuttstauende Pioniervegetation naturgemäß nur langsam auf. Aus dem Bewuchs eines Schuttkörpers ist daher nicht zwingend auf das Alter seiner Oberfläche zu schließen.